# Il grande cocomero
Il grande cocomero és una pel·lícula de 1993 dirigida per Francesca Archibugi.
La pel·lícula està inspirada en l'experiència de Marco Lombardo Radice, neuropsiquiatra experimentador de teràpies innovadores en el tractament dels trastorns mentals dels menors, del qual Archibugi reconstrueix el estratègies i vies terapèutiques no convencionals, basades sobretot en l'escolta pacient de les necessitats dels infants i la compensació de les seves mancances afectives.
Es va presentar a la secció Un Certain Regard del 46è Festival Internacional de Cinema de Canesi seleccionada com a entrada italiana per a l'Oscar a la millor pel·lícula de parla no anglesa als Premis Oscar de 1993, però no va ser acceptada com a nominada.

## Argument
Policlinico Umberto I de Roma: Valentina, una nena de dotze anys sobrenomenada "Pippi", filla de Cinzia i Marcello Diotallevi (una parella benestant però sense ideals, potser encara junts només per la seva filla), arran d'una crisi convulsa, atribuïda a un atac d'epilèpsia, va ser ingressada al departament de neuropsiquiatria infantil. Un jove psiquiatra, Arturo (acabat de sortir d'una crisi matrimonial que intenta exorcitzar) encara que està convençut que el cas és més aviat de caràcter psicològic (crisi psicogènica no epilèptica) que neuròlogic (a qui la família no és aliena), acull la noia al seu departament, interessat per la seva situació. Pippi de seguida revela un personatge malhumorat i provocador; la relació amb els seus pares és difícil, així que Arturo li proposa intentar una relació analítica amb ella, estudiant detingudament les seves reaccions per tornar-la a la normalitat. En l'entorn familiar superficial i contradictori, la Pippi no troba ni seguretat ni afecte i és deixada sola, mentre que el barri esdevindrà la seva nova llar, malgrat els nombrosos problemes. Malgrat les greus mancances estructurals i organitzatives de l'hospital i la insuficiència de personal format, la jove troba interès i afecte en el metge-terapeuta Arturo, a qui poc a poc s'obre amb una confiança creixent.
Els jocs entre nens, les confidències i l'atenció que tindrà cap a Marinella, una noia amb lesió cerebral a qui dedica el seu temps la faran millorar una mica, però serà la mort inquietant de la petita la que desencadena la negativa de Pippi cap a Arturo i a induir-la a tenir una autocrisi epilèptica de protesta, que donarà al psiquiatre la clau per entendre una intervenció adequada... serà el motor que conduirà la jove Pippi cap a la recuperació, cap al descobriment de "la gran síndria" , d'un futur millor somiat també pel protagonista de la coneguda tira còmica Peanuts.
La pel·lícula destaca l'estigma social vinculat a l'epilèpsia i tot el que l'envolta.

## Repartiment
- Sergio Castellitto: Arturo
- Alessia Fugardi: Valentina Diotallevi, dita 'Pippi'
- Anna Galiena: Cinzia Diotallevi, mare de Valentina
- Armando De Razza: Marcello, pare de Valentina
- Silvio Vannucci: Gianni
- Alessandra Panelli: Fiorella
- Victor Cavallo: don Annibale
- Laura Betti: Aida
- Lidia Broccolino: Laura
- Gigi Reder: Turcati
- Maria Consagra: Madre
- Raffaele Vannoli: Michele
- Giacomo Ciarrapico: Giacomo
- Monica Rametta:

## Reconeixements
- 1993 - David di Donatello
  - Millor pel·lícula a Francesca Archibugi
  - Millor guió a Francesca Archibugi
  - Millor actor principal a Sergio Castellitto
  - Nominació Millor director a Francesca Archibugi
  - Nominació Millor productor a Fulvio Lucisano, Leo Pescarolo i Guido De Laurentiis
  - Nominació Millor actriu secundària a Alessia Fugardi
  - Nominació  Millor so a Alessandro Zanon
- 1994 - Nastro d'argento
  - Millor argument original a Francesca Archibugi
  - Millor guió a Francesca Archibugi
  - Millor productor a Fulvio Lucisano, Leo Pescarolo e Guido De Laurentiis
  - Nominació Millor director a Francesca Archibugi
  - Nominació Millor actor protagonista a Sergio Castellitto
  - Nominació Millor actriu protagonista a Alessia Fugardi
- 1993 - Globo d'oro
  - Miillor actor a Sergio Castellitto
- 1993 - Ciak d'oro
  - Millor actor protagonista a Sergio Castellitto[6]
  - Millor actriu no protagonista a Laura Betti[6]
- XIV edició de la Mostra de València
  - Palmera d'Or i menció a la millor interpretació masculina (Sergio Castellitto)[7]